# 天羽聲明
天羽聲明（英語：Amau Doctrine），為日本外務省情報部長天羽英二在1934年陳述的非公開談話，但同席與會者的媒體圈人士記載其談話後隔日在日本報章媒體上披露，被其它國家視為日本政府試圖改變世界列強中國秩序的外交宣示。

## 事件背景
1934年4月17日，天羽英二在與記者的非正式談話上表示，日本與中國有特殊關係，要求歐美列強不應干涉中國事務，日本有維持東亞秩序與和平的義務，對於日本而言，中國統一的保全與秩序的維護是日本所切望的；中國不應該以「以夷制夷」的心態與方式要求歐美列強干涉日本。以上即為第一次天羽聲明。
由於第一次天羽聲明引發歐美各國認定是「亞洲門羅主義」，而引發反彈；使得天羽英二於1934年4月20日發表第二次天羽聲明，強調日本並不妨礙第三國利益，並且也希望歐美各國多與中國通商並促進中國繁榮，而中國的繁榮是日本所歡迎的，日本的中國政策仍然以門戶開放政策為準則。日本外務省也於4月26日發表聲明，表示日本反對任何第三國在中國問題上採取「自我本位的行動」，維持東亞的和平與秩序是必要的。
對於天羽聲明，中華民國外交部發言人聲明，不承認某一國家在任何地方獨負維持和平責任。中國有提倡國際合作的義務，無中傷他國及擾亂東亞和平意念。他國對中國苟無野心，對於中國與他國合作、力謀建設及安全之政策，不必過慮。中日間之真正永久和平，須建立於善意與互相諒解之基礎上，並應糾正現有之不平事態。數日後，二次聲明，中國主權與獨立國格，不容任何國家稍予損害，中國與他國關係，不容任何國家稍予干涉。毛澤東也指出「（天羽聲明）是日本帝國主義企圖強佔全中國的最明顯的表示」。英美各國也表示相當程度的關切。美國聲明中美關係有條約規定，非經合法手續不得修正或廢止。任何一國未經關係國同意，不得一意獨斷而涉及他國的正當權利義務，盼日本尊重美國權益。